# Tour Ronde
Tour Ronde ou La Tour Ronde (em português significa A Torre Redonda)  é um cume do Maciço do Monte Branco, que faz fronteira entre a região de Ródano-Alpes, na França e Vale de Aosta, Itália, entre o passo do Géant e o Monte Maudit.
A Tour Ronde é citada nos n.º 11, 35 e 50 das 100 mais belas corridas de montanha: no 11.º pelo conjunto da via normal pela aresta sudeste e o Vale Branco, no 35.º pela sua célebre face norte, e no 50.º pelo conjunto Monte Maudit e Aresta da Torre Redonda.
Dois refúgios permitem alojamento antes da escalada: o refúgio dos Cósmicos do lado francês e o refúgio Torino que se pode aceder ou pelo lado francês via Teleférico da Aiguille du Midi ou pelo lado italiano a partir de Palud.
Este acidente geográfico faz parte da divisória de águas  entre o mar Adriático e o mar Mediterrâneo.

## Face Norte
A face norte da Torre Redonda é uma clássica dos Alpes e por isso vítima da seu sucesso

### Características
- Altitude; 3 792 m
- Desnível; + 600m  / - 2 600m
- Orientação; Inclinação; 150m a 45º e 50º em alguns metros
- cotação; PO+
- Equipamento local; P3

## Ascensões
- 1867 - a 'Primeira foi feita por  J.H. Backhouse, T.H. Carson, Douglas William Freshfield, C.C. Tucker, Daniel Balleys e Michel Payot, a 22 de Jul.
- 1886 - face Norte, a clássica a 23 Ago. por Francesco Gonella e Alexis Berthod.

## Imagens
- «C2C: Tour Ronde» (em francês)

### Imagem externa
Em «Zorgloob» Arquivado em 28 de janeiro de  2016, no Wayback Machine. o Glaciar de Talèfre e a localização da Aiguille Verte, Les Droites, Les Courtes, Aiguille de Triolet, Aiguille de Talèfre, Aiguille de Leschaux, Dent du Géant, Tour Ronde, Monte Branco do Tacul, Aiguille du Midi, Aiguille du Plan, Aiguille du Grépon, e a Aiguille de l'M.